# 马苏德·阿卜杜勒哈菲德
马苏德·阿卜杜勒哈菲德（英文：Massoud Abdelhafid）是利比亚的一名将领。他曾经担任利比亚的很多重要职位。1969年帮助穆阿迈尔·卡扎菲发动政变，随后担任指挥官。他是利比亚南部和主要城市的安全负责人，他是利比亚与邻国苏丹、乍得等国关系的关键人物。